# جان پابلو اسپینوزا
جان پابلو اسپینوزا (انگلیسی: Juan Pablo Espinosa; ۲۸ اکتبر ۱۹۸۰ – ) بازیگر اهل کلمبیا بود. وی از سال ۲۰۰۵ میلادی تاکنون مشغول فعالیت بوده‌است.
از فیلم‌ها یا برنامه‌های تلویزیونی که وی در آن نقش داشته‌است می‌توان به نارکوها، برادرهای ناتنی اشاره کرد.